# Pseudobradya rhea
Pseudobradya rhea är en kräftdjursart som beskrevs av Philippe Bodin 1979. Pseudobradya rhea ingår i släktet Pseudobradya och familjen Ectinosomatidae. Inga underarter finns listade i Catalogue of Life.